# Dolichos pseudocajanus
Dolichos pseudocajanus är en ärtväxtart som beskrevs av John Gilbert Baker. Dolichos pseudocajanus ingår i släktet Dolichos och familjen ärtväxter. Inga underarter finns listade i Catalogue of Life.